# Joseph W. Boyle
Joseph Whiteside Boyle mieux connu sous le nom de Klondike Joe Boyle, est un aventurier canadien né à Toronto le 6 novembre 1867 et mort le 14 avril 1923 à Hampton Hill (Angleterre). Il est successivement marin, boxeur, chercheur d'or, entrepreneur, agent secret pour le Royaume-Uni, puis diplomate et conseiller auprès de la maison royale de Roumanie.

## Biographie
Joseph Boyle est le benjamin des quatre enfants de Martha Bain et Charles Boyle, un dresseur de chevaux de course et éleveur de bétail.
En 1885, il s'embarque dans le port de New-York pour trois ans après avoir faussé compagnie à son père alors lors d'une compétition de course de chevaux. Il épouse en 1888 Emilie Raynor, jeune Belge divorcée. Quand le couple se sépare en 1897, ils ont quatre enfants.
Boyle s'adonne à la boxe, s'entrainant avec le boxeur australien Frank « Paddy » Slavin. Avec lui, il part pour une tournée d'exhibition à Juneau en Alaska, au plus fort de la ruée vers l'or du Klondike.
Joseph Boyle est un des premiers à prendre conscience du potentiel de l'exploitation minière à grande échelle des champs aurifères du Klondike : quand la période initiale des placers faiblit après 1900, il obtient une concession de près de 130 km², puis prend le contrôle de la Canadian Klondyke Mining Company Ltd en 1909. Il assemble sur place d'énormes dragues et installe une usine de production d'électricité pour les alimenter : elles arrachent aux ruisseaux des dizaines de milliers de kilogrammes d'or supplémentaires, avec les dégradations du paysage qu'on imagine.
En 1905, Boyle met sur pied une équipe de hockey sur glace, les Nuggets de Dawson City. L'équipe fait un voyage mémorable jusqu'à Ottawa (en traîneau, train, bateau à vapeur puis train transcontinental) pour défier — en vain — les Sénateurs d'Ottawa pour la Coupe Stanley.
Au cours de la Première Guerre mondiale, Boyle, trop vieux pour être mobilisé, organise une compagnie de mitrailleurs qui part combattre en Europe, chacun de ses cinquante soldats portant un insigne en or. L'unité est incorporée dans l'armée canadienne et le ministère accorde à son créateur le grade honorifique de lieutenant-colonel.
En juillet 1917, alors qu'il voyage à Londres pour ses affaires minières, Boyle est envoyé sur front de l'Est européen par le Comité américain des ingénieurs de Londres, officiellement pour aider à réorganiser le système ferroviaire des pays impliqués. En décembre, il négocie avec le jeune gouvernement bolchevique russe la restitution à la Roumanie de son or et de ses archives, mais échoue sur la question de l'or. En février 1918, il négocie en Bessarabie, pour les gouvernements roumain et moldave, un cessez-le-feu sur le Dniestr avec la république soviétique d'Odessa.
En coopération avec le capitaine George Alexander Hill, un agent secret britannique russophone, Boyle participe à des opérations clandestines contre les Allemands et les Bolcheviks dans le gouvernement de Kherson. Il ne parle pourtant qu'anglais, et persiste à porter son uniforme d'officier canadien — au grand dam des autorités canadiennes et britanniques. En mars-avril 1918, pendant les massacres bolchéviks d'Odessa, il parvient notamment à sauver cinquante officiers Roumains capturés en Bessarabie par les troupes de Vladimir Ioudovskiy (ru) dirigeant du « Milrevkom » bolchévik et président de la république soviétique d'Odessa. L'événement lui confère un prestige de héros en Roumanie, où la cour royale lui ouvre ses portes. De plus, à la conférence de Paris pour la Paix de 1919, son rôle est déterminant pour que la Roumanie obtienne du gouvernement canadien un prêt de 25 millions de dollars. Il reçut pour ses services un total de huit décoration de la part de la Grande-Bretagne, de la Roumanie, de la Russie et de la France.
Récompensé par le titre spécial de « sauveur de la Roumanie », il devient un proche de la reine Marie (née Marie d'Edimbourg). La nature de leurs relations  suspecté d'être de nature amoureuse reste floue. Le ministre roumain Constantin Argetoianu écrit à ce sujet : Je pense que l'aventurier canadien a été la seule personne qui ait dominé et même sidéré cette noble et fière femme. Le prince Știrbei l'a influencée, mais ne l'a jamais dominée, au contraire. Boyle, en revanche, en faisait tout ce qu'il en voulait.
À son retour au Royaume-Uni en 1919, ses participations minières sont en faillite. Il tente en vain d'obtenir dans le Caucase une concession pétrolière des autorités soviétiques, pour le compte de Shell. Il meurt d'une crise cardiaque le 14 avril 1923 à Hampton Hill en Angleterre (une première attaque en 1918 l'avait laissé affaibli).
Il est enterré à Hampton Hill, puis transféré cinquante ans plus tard dans le cimetière de la ville de son enfance, Woodstock, en Ontario.

## Dans la fiction
Joe Boyle accompagne Corto Maltese en 1915 en Alaska

## Récompenses
- Ordre Du Service Distingué - Angleterre ;
- Croix de Guerre - France ;
- Ordre de l'Étoile de Roumanie (Grand-Croix) - Roumanie ;
- Ordre de la Couronne de Roumanie (Commandant) - Roumanie ;
- Ordre Regina Maria - Roumanie ;
- Ordre de Saint-Vladimir, 4ème Classe - Russie ;
- Ordre de Sainte-Anne, 4ème Classe - Russie ;
- Ordre de Saint-Stanislas, 2e Classe - Russie.